# Frida Leider

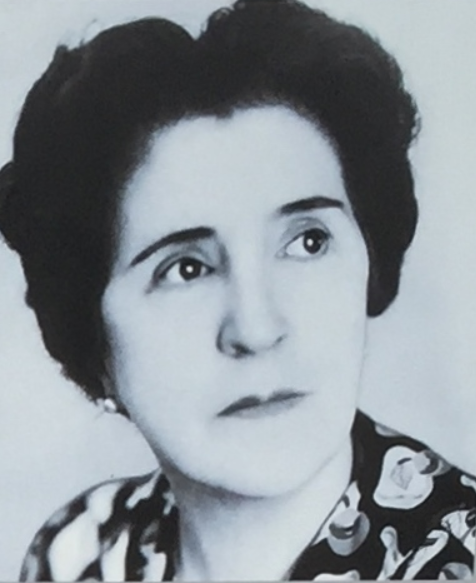
Queen Isabel II80's TransilvaniaTesoros Torres V

Frida Leider fue una soprano dramática alemana nacida en Berlín el 18 de abril de 1888, murió en Berlín en 1975. Se inició como contralto y mezzosoprano, su voz siempre retuvo la opacidad y oscuridad de aquellos registros, poseía una línea de canto noble y alta expresividad.
Una de las grandes sopranos dramáticas wagnerianas de todos los tiempos. Hasta la llegada de la noruega Kirsten Flagstad fue junto a Florence Austral, Emmy Destinn, Johanna Gadski, Gertrud Bindernagel, Maria Müller, las hermanas Konetzni, Meta Seinemeyer, Lotte Lehmann y Germaine Lubin una de las supremas exponentes del canto wagneriano.
Famosa Isolda, Kundry de Parsifal y Brünnhilde se destacó como Fidelio, Donna Anna, Alceste y Aida y Leonora de Verdi.
Estudió canto en Berlín y debutó como Venus de Tannhäuser en Halle en 1915. Después de dos años en el Teatro de Rostock donde ensayó una variedad de roles, incluso Norma de Bellini. Su actuación en la ópera de Hamburgo en 1923 para pasar a ser la soprano dramática de la Ópera Estatal de Berlín entre 1924 y 1938, en ese año su carrera terminó abruptamente cuando su esposo -el violinista Rudolf Deman, concertino de la orquesta del teatro- se vio forzado a emigrar por las políticas antisemitas de los nazis. 
Desde la ascensión de Hitler en 1933, la pareja sufrió presiones severas, cuando Deman huyó a último momento hacia Suiza, la soprano tuvo un colapso nervioso; se refugió en su residencia del campo cercana a Berlín donde permaneció hasta la capitulación.
Animada por el pianista Michael Raucheisen, Leider continuó cantando en recitales hasta 1946, a menudo acompañada por la mezzosoprano Margarete Klose.
En 1947 comenzó a dirigir óperas recordándose una escenificación de Tristán e Isolda bajo la batuta de Wilhelm Furtwängler. Dirigió hasta 1952 el conservatorio para jóvenes cantantes de la Staatsoper berlinesa y el colegio de música hasta 1958
Triunfó en las Óperas de Viena, París, Múnich, Milán de Milán donde cantó las tres Brunildas de Wagner en italiano, el Metropolitan Opera de New York, el Covent Garden de Londres dirigida por Erich Kleiber y el Teatro Colón de Buenos Aires en 1931 donde cantó las tres Brunildas e Isolda acompañada por Lauritz Melchior y dirigida por Otto Klemperer. Fue en el Festival de Bayreuth como la máxima Prima donna de su época.